# 加登
加登是奥地利下奥地利州默德灵县的一个市镇。总面积24.78平方公里，总人口1605人，人口密度64.8人/平方公里（2005年）。